# Salmson 2
O Salmson 2 A.2, (muitas vezes abreviado para Salmson 2) foi um avião de reconhecimento biplano francês desenvolvido e produzido pela Salmson para atender um requisito de 1916. Junto com o Breguet 14, foi o principal avião de reconhecimento do exército francês em 1918 e também foi utilizado pelas unidades de aviação da Força Expedicionária Americana. No final da Primeira Guerra Mundial, um terço das aeronaves de reconhecimento francesas eram "Salmson 2".

## Projeto e desenvolvimento
Durante a Primeira Guerra Mundial, a fábrica da Salmson construiu motores de aeronaves, geralmente motores radiais refrigerados a água de 9 e mais tarde de 18 cilindros desenvolvidos a partir do projeto suíço Canton-Unné, um projeto pioneiro de motor radial estacionário usado para aeronaves militares. A primeira aeronave da empresa foi o Salmson-Moineau S.M.1, um biplano de reconhecimento incomum de três lugares com hélices duplas acionadas por um único motor Salmson montado lateralmente na fuselagem, mas não foi bem-sucedido, embora tenha tido produção limitada.

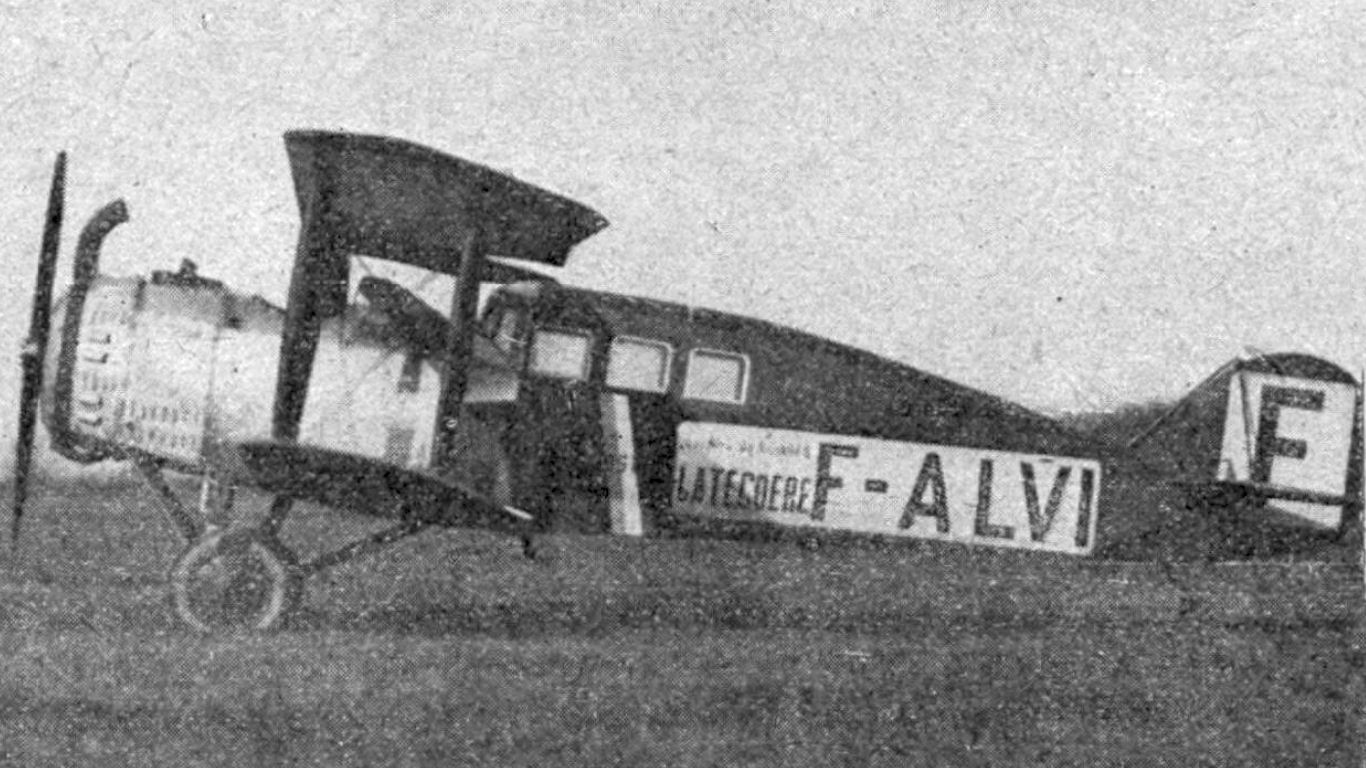
Foto de um Salmson 2 Limousine
na "L'Aéronautique", outubro de 1921.

O Salmson 2 veio de um requisito para substituir o Sopwith 1½ Strutter e o Dorand A.R. aeronaves de reconhecimento na função "A.2" (reconhecimento tático). A Salmson construiu o 1½ Strutter sob licença, e o Salmson 2, enquanto um projeto original, tinha mais em comum com o Sopwith do que com o Salmson-Moineau. A aeronave era de construção convencional com uma configuração de biplano de duas baías, alimentada pelo motor radial refrigerado a água Salmson 9Z de 230 hp (170 kW) da própria empresa. Alguns pequenos problemas de controle foram rapidamente resolvidos nos primeiros testes, mas o principal defeito do Salmson 2, compartilhado com o Airco DH.4 contemporâneo, era que o piloto e o artilheiro estavam amplamente separados, dificultando a comunicação. A produção foi encomendada após testes em 29 de abril de 1917, e as entregas estavam em andamento em outubro daquele ano. Cerca de 3.200 Salmson 2 foram construídos na França, 2.200 pela Salmson e o restante pelas empresas Latécoère, Hanriot e Desfontaines. Alguns deles eram aeronaves de treinamento avançado com controles duplos "Salmson 2 E.2" (de "Ecole").

## Histórico operacional

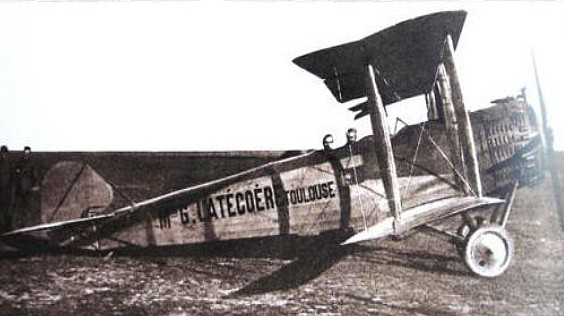
Um Salmson 2 Berline
da "Lignes Aeriennes Latécoére", ~1918.

Além de seu serviço com o exército francês, o Salmson 2 serviu durante a Primeira Guerra Mundial com unidades aéreas dos Estados Unidos. Cerca de 700 foram comprados e foram geralmente bem sucedidos.
Os Salmson 2 do pós-guerra foram comprados pela Tchecoslováquia e permaneceram em serviço até 1924. Outros foram transferidos para a Polônia, mas foram retirados em 1920 e substituídos por Bristol F.2Bs. O Japão realizou a produção licenciada como o Army Type Otsu 1, também conhecido como Kawasaki-Salmson. O número de aeronaves construídas no Japão não é claro; 300 foram construídos pela Kawasaki, e a mesma quantidade pelo depósito de suprimentos de Tokorozawa do Exército Imperial Japonês, embora o número total de aeronaves produzidas possa ter chegado a 1.000.
Após a Primeira Guerra Mundial, o Salmson 2 A.2 produzido pela Latécoère foi a primeira aeronave usada pela empresa francesa de correio aéreo Aéropostale.

## Variantes
Os desenvolvimentos do Salmson 2 incluíram:
- Salmson 2 A.2 modelo padrão
- Salmson 2 E.2 aeronave de treinamento avançado de controle duplo.
- Salmson 4 Ab.2 era uma versão ampliada equipada com blindagem para atender o papel de ataque ao solo. A produção em 1918 foi limitada e foi cancelada no final da guerra.
- Salmson 5 A.2 foi um Salmson 2 modificado, sem produção.
- Salmson 7 A.2 foi um Salmson 2 modificado. A principal mudança foi que o piloto e o artilheiro estavam sentados lado a lado em um único cockpit. A produção em larga escala foi planejada, mas foi cancelada com o fim da guerra.
- Salmson Limousine um Salmson 2 ex-militar convertido em aeronave civil de passageiros fechada após a Primeira Guerra Mundial.
- Salmson 2 Berline ex-militares Salmson 2s convertidos em aeronaves civis de passageiros de cockpit aberto após a Primeira Guerra Mundial.
- Kawasaki Army Otsu-1 (乙-1) Avião de Reconhecimento foi um Salmson 2 A.2 japonês.

## Operadores

### Durante a guerra
França
- Exército do Ar e do Espaço

 Estados Unidos
- Forças Expedicionárias Americanas

### Pós-guerra
Bélgica

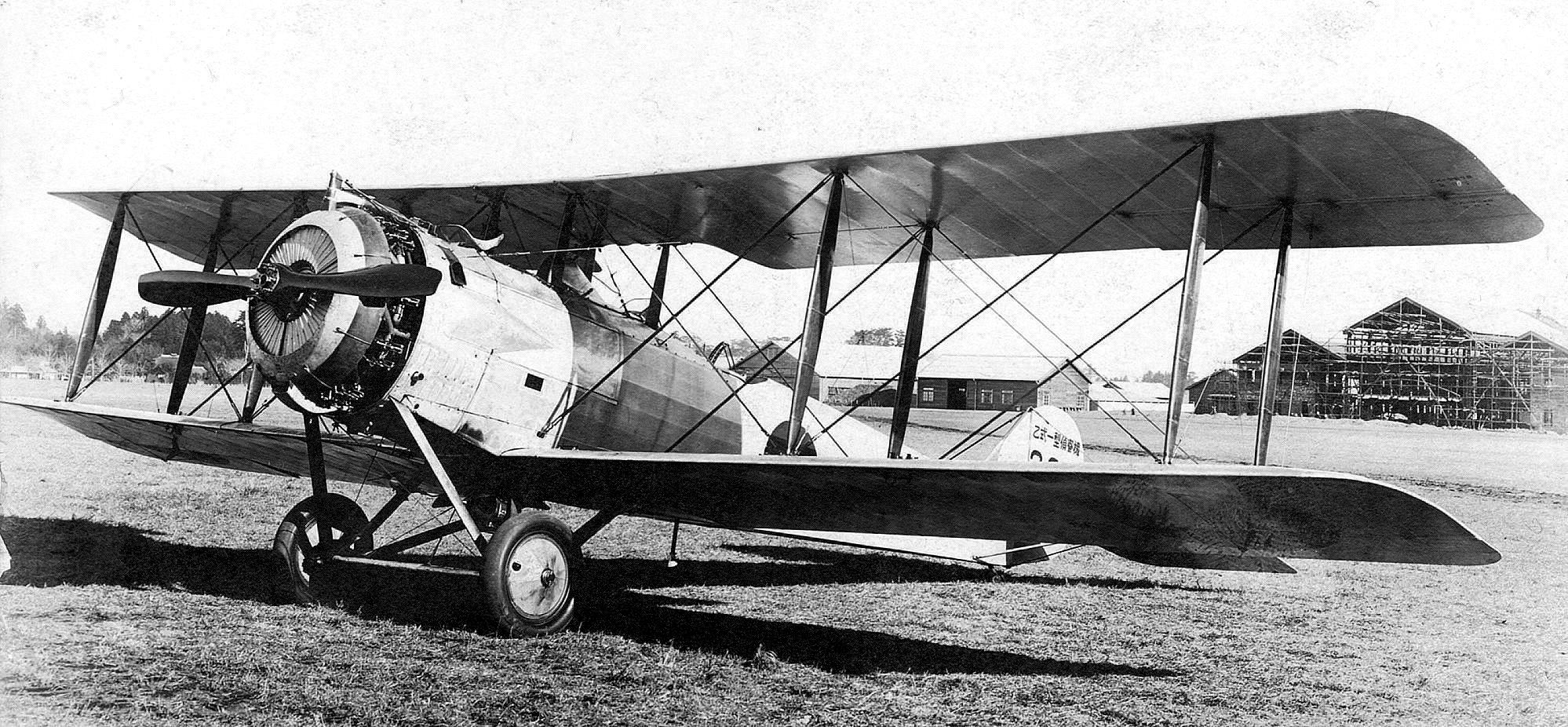
O Otsu-1 japonês.

- Componente Aérea do Exército Belga - apenas um exemplar.

 Tchecoslováquia
- Força Aérea Checoslovaca

 Japão
- Exército Imperial Japonês

 Peru
- Força Aérea do Peru - apenas um exemplar.

 Polónia
- Força Aérea Polonesa

 Espanha
- Força Aérea Espanhola - apenas um exemplar.

 Rússia /  União Soviética
- Força Aérea Soviética

## Exemplares sobreviventes
- Kakamigahara Aerospace Museum, Kakamigahara, Japão (réplica)
- L'Envol des pionniers, Toulouse, França (réplica)

Réplicas
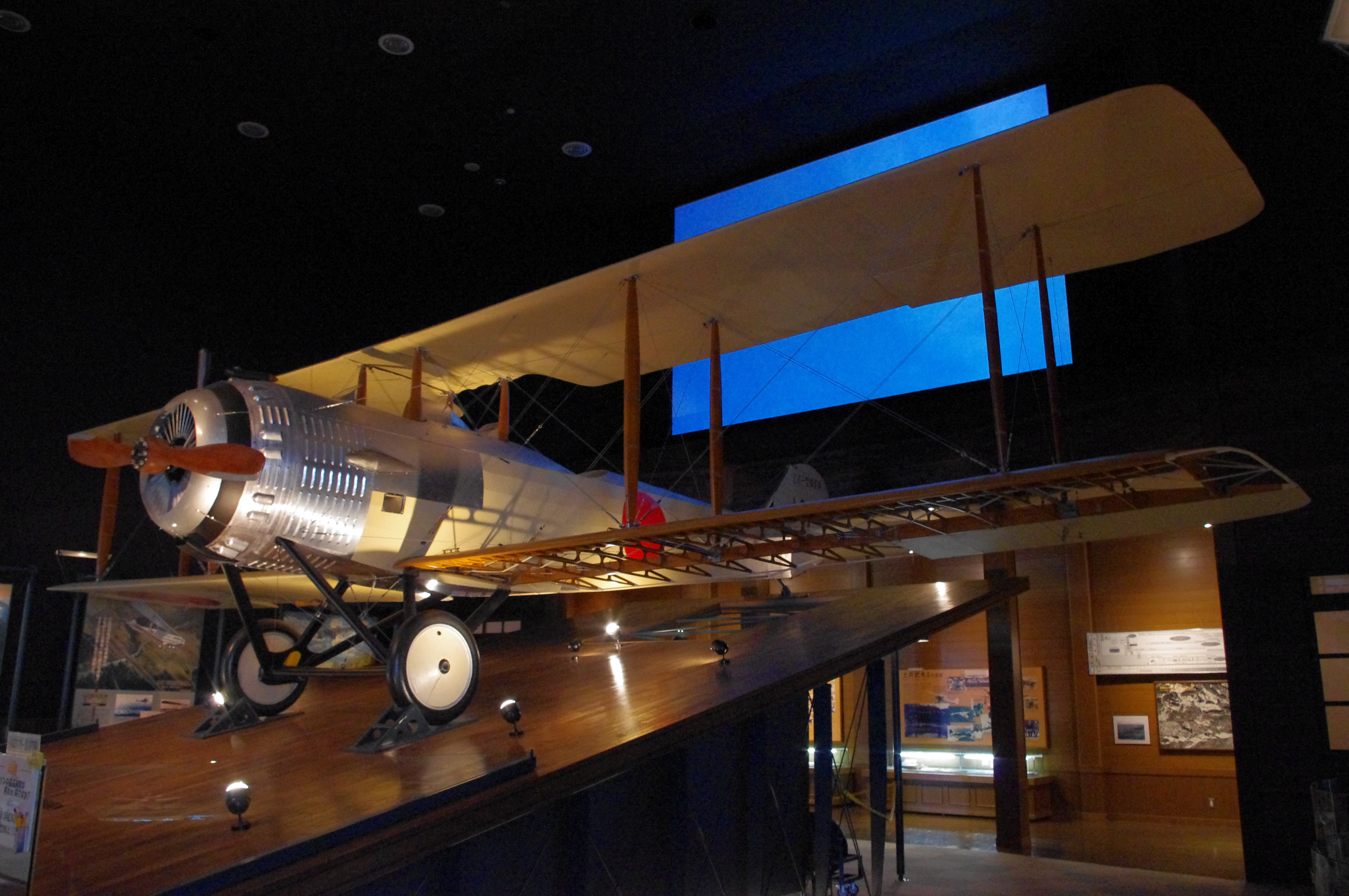
Réplica de um Salmson 2 A.2/Otsu 1 no Japão.
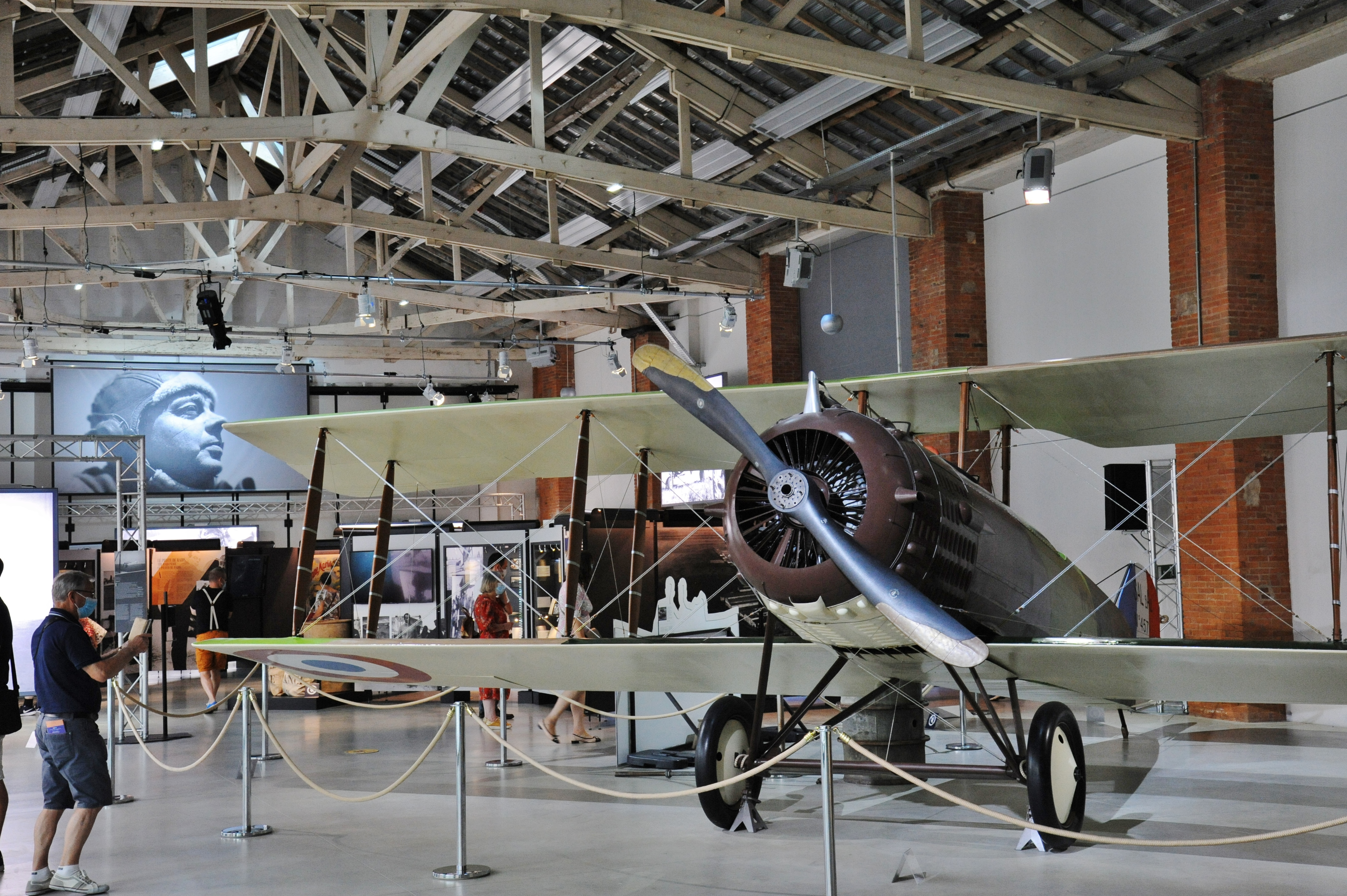
Réplica de um Salmson 2 A.2 em Toulouse, França.

## Especificações (Salmson 2)
Dados de: French Aircraft of the First World War, Salmson aircraft of World War I
Descrições gerais
- Tripulação: 1 piloto
- Capacidade: 1 observador
- Comprimento: 8,5 m (28 ft)
- Envergadura: 11,75 m (39 ft)
- Altura: 2,9 m (9,5 ft)
- Área alar: 37,27 m² (401 ft²)
- Peso vazio: 780 kg (1 720 lb)
- Peso bruto (carregado): 1 290 kg (2 840 lb)

Motorização
- Número de motores: 1x
- Tipo do motor: Salmson 9Za radial de 9 cilindros refrigerado a água
- Potência por motor: 231 hp (172 kW)
- Descrição do propulsor/hélice: Hélice de passo fixo de 2 pás

Performance
- Velocidade máxima: 188 km/h (117 mph)
- Alcance: 500 km (311 mi)
- Razão de subida: 4.61 m/s
- Tecto de serviço: 6 250 m (20 500 ft)

Armamentos

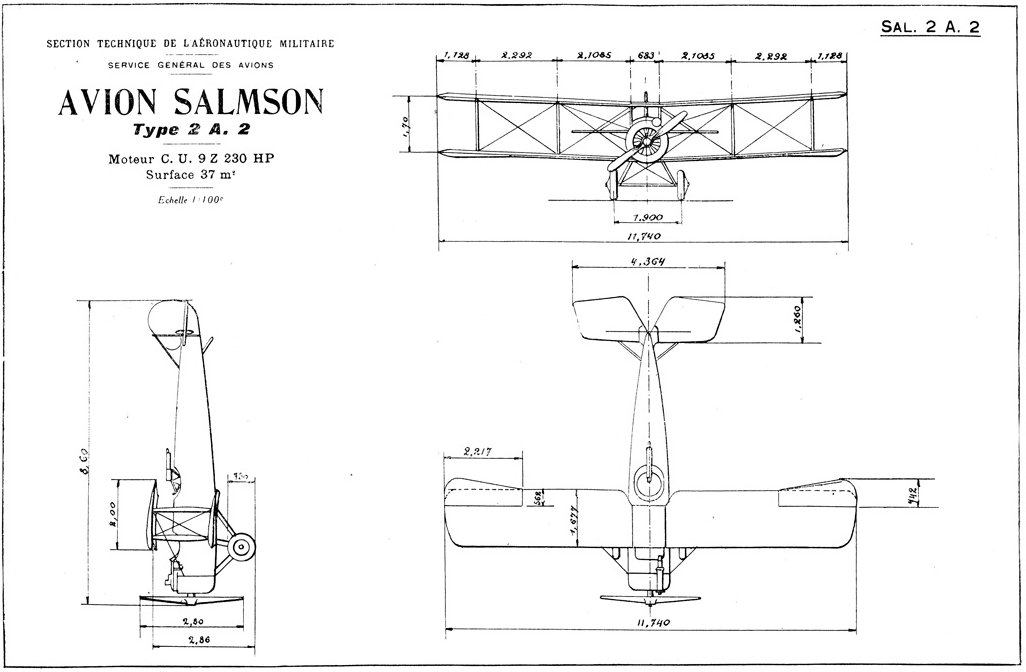
Ilustração em três vistas de um Salmson 2 A.2.

- Metralhadoras/canhões: * 1 x metralhadora Vickers sincronizada de 7.7 mm (.303 in) de tiro frontal fixa para o piloto
- 2 x metralhadoras Lewis de 7.7 mm (.303 in) em montagem móvel para o observador